# Alexander Wedderburn (Theologe)
Alexander John Maclagan Wedderburn (* 30. April 1942 in Edinburgh; † 31. März 2018 in München) war ein schottischer reformierter Theologe.

## Leben
Alexander Wedderburn studierte Theologie in Oxford und Edinburgh und wurde in Cambridge promoviert. Danach absolvierte er in Heidelberg und Göttingen verschiedene Forschungsaufenthalte und wurde anschließend Dozent der St. Andrews Universität in Schottland. Im Jahr 1990 trat er eine Stelle an der Universität von Durham an. Von 1994 bis 2006 hatte er eine Professur für das Neue Testament an der Evangelisch-Theologischen Fakultät der Ludwig-Maximilians-Universität in München. Er ging 2006 in den Ruhestand.
Alexander Wedderburn lebte und arbeitete, einer Krankheit zum Trotz, in München.

## Forschungsschwerpunkte
Schwerpunkte seiner theologischen Forschungsarbeit waren unter anderem:
- Paulus und die griechisch-römische Umwelt des Paulus und des Neuen Testaments
- Paulus und Jesus
- Die Apostelgeschichte und die Geschichte des frühesten Christentums
- Die Deutung des Todes Jesu im Neuen Testament
- Jesus und die Historiographie